# Cute
Cute (/kjuːto/, estilitzat com °C-ute (℃-ute)) és un grup de pop japonès format per tot xiques dins del Hello! Project. El caràcter "°C" (℃) (graus Celsius) se substitueix per "C" en la notació amb el propòsit d'expressar ardor—el guió no té cap significat en particular. La pronunciació correcta d'aquest grup en japonès és kyūto (キュート) amb l'accent d'ambdós "U" i "O".
Membres:
- Megumi Murakami
- Saki Nakajima
- Chisato Okai
- Erika Umeda
- Kanna Arihara
- Airi Suzuki
- Maimi Yajima
- Mai Hagiwara